# Rattikan Gulnoi
Rattikan Gulnoi, auch Siripuch Gulnoi, (* 17. Juli 1993 in Bangkok)  ist eine ehemalige thailändische Gewichtheberin. Bei den Olympischen Sommerspielen 2012 in London gewann sie nachträglich die Bronzemedaille, nachdem der vor ihr platzierten Ukrainerin Julija Kalina nach Nachtests aufgrund von Doping die Medaille aberkannt worden war. 2014 wurde Rattikan Gulnoi Weltmeisterin.
2020 wurde bekannt, dass Rattikan Gulnoi gegenüber verdeckten Ermittlern der ARD jahrelanges eigenes Doping, so auch während der olympischen Sommerspiele 2012, gestand. Der Weltverband IWF beauftragte danach die International Testing Agency (ITA) zu ermitteln.